# Ephemeroporus nitidulus
Ephemeroporus nitidulus är en kräftdjursart som först beskrevs av Sars 1901.  Ephemeroporus nitidulus ingår i släktet Ephemeroporus och familjen Chydoridae. Inga underarter finns listade i Catalogue of Life.